# Robert Kammerzell
Robert Kammerzell (* 2. September 1884 in Wien; † 17. September 1950 in Plank am Kamp) war ein niederösterreichischer Künstler und Heimatforscher.
Kammerzell wanderte 1912 in die Vereinigten Staaten aus. Er arbeitete an der Metropolitan Opera in New York als Kulissenmaler. Neben diesem eher handwerklichen Zugang zur Malerei war er auch künstlerisch tätig, wie zahlreiche qualitätvolle Landschaftsbildnisse der Jahre 1914 bis 1917 (um 1975 noch im Besitze des Herrn Franz Fischer in Langenlois, einem Verwandten Kammerzells) zeigen. Als Maler ist Kammerzell heute aber weitgehend vergessen.
Im Jahre 1922 kehrte er nach Österreich zurück. Nach anfänglichem Aufenthalt in Perchtoldsdorf bei Wien, zog er 1923 nach Plank am Kamp, wo er mit seiner Gattin in der Villa Kammerzell residierte. Hier begann er – angeregt durch Josef Höbarth – mit seiner Tätigkeit zur Ur- und Frühgeschichte des Gebietes um seinen Wohnort und darüber hinaus des Kamptales. Kammerzell entdeckte zahlreiche Siedlungs- und Fundplätze ab dem Paläolithikum bis in das Frühmittelalter und führte auch Grabungen durch. Die zustande gebrachten Siedlungsinventare der Lengyelkultur, der mittleren Bronzezeit und der späten Eisenzeit enthalten typische und zum Teil außerordentliche Zeugen dieser Kulturen und stellen bis heute die ziemlich einzigen Nachweise dieser Art für das Gebiet zwischen Horner Becken und Kamptal dar. Kammerzell suchte und grub mit Erfolg in Fernitz, Maiersch, Plank am Kamp, Freischling, Zitternberg und Thunau am Kamp. Bedingt durch seine künstlerische Neigung restaurierte Kammerzell seine Funde selbst und stellte diese in seinem Haus in musealer Art auf. 
Durch den Börsenkrach des Jahres 1929 an der New Yorker Börse verarmte Robert Kammerzell und musste seine Lebensumstände und seine heimatkundliche Tätigkeit stark einschränken. Dazu kam in der Folge eine schleichende Erkrankung, die 1950 zu seinem Ableben führte. Die Sammlung wurde seitens der Witwe veräußert und war durch Jahrzehnte nicht zugänglich. Die Sammlung befindet sich heute durch Ankauf im Naturhistorischen Museum in Wien und harrt der wissenschaftlichen Aufarbeitung. Obwohl die Sammlung Kammerzell – bedingt durch widrige Umstände – seitens des Faches Urgeschichte bis heute noch nicht befriedigend verwertet wurde, spielt sie in der Forschung eine gewisse Rolle. Ihre Bedeutung führte bereits frühzeitig zu einer Unterschutzstellung seitens des Bundesdenkmalamtes in Wien, welches auch eine Inventarisierung und fotografische Dokumentation noch zu Lebzeiten Kammerzells durchführte.